# أوغست بارت
أوغست بارت (بالفرنسية: Auguste Barth) ( 22 مايو 1834 - 15 أبريل 1916 ) عالم ومستشرق فرنسي .